# آرنه بيرغ
آرنه بيرغ (بالنرويجية البوكمول: Arne Berg)‏ هو لاعب هوكي الجليد نرويجي، ولد في 15 سبتمبر 1931، وتوفي في 25 يناير 2013.

## وصلات خارجية
- آرنه بيرغ على موقع EliteProspects.com (الإنجليزية)
- آرنه بيرغ على موقع أوليمبيديا (الإنجليزية)